# Bałyn (stacja kolejowa)
Bałyn (ukr. Балин) – stacja kolejowa w miejscowości Bałyniwka, w rejonie kamienieckim, w obwodzie chmielnickim, na Ukrainie. Położona jest na linii Chmielnicki – Kamieniec Podolski – Kelmieńce.
Nazwa pochodzi od pobliskiej wsi Bałyn. Stacja istniała w okresie międzywojennym.